# Emin Ismaili
Emin Ismaili (* 31. Mai 1982 in Gnjilane, SFR Jugoslawien, heute Kosovo) ist ein kosovarischer Fußballspieler.

## Karriere

### Verein
Ab 2001 war Ismaili für den kosovarischen Erstligisten KF Drita aktiv und gewann dort zwei Jahre später die nationale Meisterschaft. Anschließend wechselte er nach Deutschland zum damaligen Landesligisten MTV Ingolstadt. Die Seniorenfußballabteilung des MTV gründete zusammen mit der Fußballabteilung des ESV Ingolstadt-Ringsee im Juli 2004 den FC Ingolstadt 04, der die Spielberechtigung des frisch in die Bayernliga aufgestiegenen MTV übernahm. Ismaili wechselte nach zwei Jahren beim FC Ingolstadt – an deren Ende der Aufstieg in die Regionalliga Süd stand – zu Eintracht Trier in die Oberliga Südwest. Nach nur einer Saison wechselte Ismaili zum ehemaligen Bundesligisten SV Waldhof Mannheim, mit dem er den Aufstieg in die Regionalliga Süd feiern konnte. Ismaili blieb noch ein weiteres Jahr bei Waldhof Mannheim, ehe er wieder zum FC Ingolstadt zurückkehrte, der mittlerweile in der dritten Liga spielte. In der Saison 2009/10 kam Ismaili hauptsächlich für die zweite Mannschaft des FC Ingolstadt in der Bayernliga zum Einsatz. Im Juli 2010 schloss er sich dem Landesligisten FC Gerolfing an, ehe er zur Saison 2011/12 zum BC Aichach wechselte. Seit 2012 ist er für diverse unterklassige Vereine in Bayern als Spieler und Trainer aktiv.

### Nationalmannschaft
Am 6. September 2002 bestritt Ismaili ein Testspiel für die kosovarische A-Nationalmannschaft gegen Albanien und wurde bei der 0:1-Niederlage in der 88. Minute für Besnik Kollari eingewechselt.

## Erfolge
- Kosovarischer Meister: 2003